# Vandringssägen
En vandringssägen är en modern sägen, skröna, som av många uppfattas och förs vidare som sann men vars huvudperson aldrig blir närmare än "en vän till en vän". Innehållet i historien förändras ofta med tiden. De handlar ofta om mystiska sjukdomar, hemska avslöjanden om till synes harmlösa vardagsföremål, skrämmande brottslighet eller gåtfulla beteenden hos andra människor, och behandlar således de orosmoment, rädslor och fobier som finns i dagens samhälle. Alla vandringssägner är inte genuint osanna utan har i vissa fall sitt ursprung i verkliga händelser.
Det alternativa namnet klintbergare skapades av Bo Åkermark på Dagens Nyheter med association till folklivsforskaren Bengt af Klintberg, som skrivit tre böcker i ämnet, Råttan i pizzan (1986), Den stulna njuren (1994) och Glitterspray (2005). Internationellt är studerandet av den här sortens historier främst förknippat med den amerikanske forskaren Jan Harold Brunvand som myntade begreppet urban legend 1979 och vars publikationer sedan 1981 inspirerat forskare i många länder att samla in och popularisera kunskap kring dessa historier.

## Exempel på klintbergare

### Bonsaikatter
Levande katter föds upp och säljs hela inuti glasburkar som dekoration. Myten kommer från en numera stängd bluffwebbsida som skapades av några studenter vid Massachusetts Institute of Technology i USA år 2000, med fejkade bilder på "bonsai kittens" till salu, tips om hur man kunde göra en egen bonsaikatt, och en falsk gästbok med positiva kommentarer från nöjda kunder.
Mängder av människor och djurrättsorganisationer skrev protestlistor mot djurplågeriet. År 2001 genomförde FBI en undersökning av företeelsen, då bluffen uppdagades. 

### Lycka till, Herr Gorsky
Neil Armstrong sa "Lycka till, Herr Gorsky" ("Good Luck, Mr. Gorsky") under månlandningen, vilket ledde till förvåning i rymdkontrollen. Under en senare intervju förklarade han att han under sin barndom hört grannens fru säga till sin man: "Oralsex!? Vill du ha oralsex? Det lär du inte få förrän grannens unge promenerar på månen!" 

### Potatis i parketten
Invandrare från Polen eller Balkan river upp parketten i sina lägenheter för att odla potatis, och bor i tält i vardagsrummet.

### Progesterex
Våldtäktsdrogen progesterex steriliserar offren, för att våldtäktsmännen inte ska behöva bekymra sig om eventuella graviditeter.

### Runka bulle
Påstådd lek där en grupp män onanerar i en cirkel med en bulle i mitten. Den som sist ejakulerat tvingas äta upp bullen.

### Råttan i pizzan
En pizzeria eller annat matställe har slaktat råttor och använt i matlagningen.